# 薛家岛 (地理)
薛家岛，旧称海西半岛，位于青岛市黄岛区东北部，东南北三面环海，与团岛隔胶州湾口相望，因为形状类似于“凤凰”故又称凤凰岛。
薛家岛是国家级旅游度假区。薛家岛得名于同名村落“薛家岛村”，据《明史》和《胶州志》记载，因为明朝名将薛禄出生并葬于此地，故称薛家岛。目前仍有“薛禄故居遗址”在此。